# Åsabackarna
Åsabackarna är ett naturreservat i Mjölby och Boxholms kommuner i Östergötlands län.
Området är naturskyddat sedan 2001 och är 34 hektar stort. Reservatet omfattar kullar och åsar av grus och sand och några mindre myrmarker. Reservatet består av torräng, kärr, barrblandskog och sumpskog.